# حربنفسه
حربنفسه بلدة ومركز ناحية حربنفسه التابعة لمنطقة حماة في محافظة حماة في سورية. بلغ عدد سكان الناحية 52,563 نسمة حسب تعداد عام 2004. من مشاهيرها، الشاعر عبد الكريم الناعم.
تقع البلدة في الريف الجنوبي لمحافظة حماة ومتاخمة للحدود الإدارية لمحافظة حمص، قريبة من نهر العاصي وتغمر مياه بحيرة الرستن أجزاء واسعة من أراضيها الجنوبية والغربية في موسم الأمطار.
تعد البلدة حديثة البناء، حيث بنيت في بداية الستينيات بعد أن غمرت مياه البحيرة المنازل القديمة (غرب البلدة) وهي مخططة تنظيمياً بشكل جيد وتمتاز بشوارع واسعة ومنظمة.
يوجد في البلدة عدة معالم رئيسية ومراكز إدارية مثل محطة القطار ومركز البريد والمركز الثقافي ومخفر الشرطة ودائرة الأحوال المدنية (النفوس) والمستوصف ودائرة الزراعة، وقد تضررت جميعها نتيجة القصف خلال سنوات الثورة، يوجد في البلدة خمس مدارس ثلاثة منها ابتدائية ومدرسة إعدادية ومدرسة ثانوية و أيضاً تعرضت للدمار بشكل كامل قبل أن يتم إعادة ترميم اثنتين منها. 
لا يوجد طرقات معبدة تربط البلدة بقرى ريف حمص الشمالي المجاورة (كيسين والبرج كفرنان والرستن) نتيجة غمر المياه لهذه المنطقة موسمياً ويتم الاعتماد على طرق ترابية وزراعية. 
يعمل قسم كبير من سكان البلدة في مجال النقل، حيث تشتهر بوجود عدد كبير من صهاريج نقل النفط بالإضافة للشاحنات العابرة للحدود والتي تعمل على الخطوط المحلية والدولية (وخصوصاً الإمارات) كما يعمل قسم من أهالي البلدة في الزراعة وصيد الأسماك. 
نزح الآلاف من أهالي البلدة إلى الخارج (خصوصا إلى تركيا) بسبب الحصار و القصف الشديد و غارات الطيران الحربي واكتمل نزوح أهالي البلدة بشكل كامل مطلع العام 2016 بعد أن تعرضت لدمار واسع أدى لتوقف كل أشكال الحياة فيها.